# Medieval (álbum)
Medieval es el primer álbum de estudio del grupo español de heavy metal Tierra Santa. El disco está compuesto de 8 canciones y salió a la venta en 1997.
El disco, que el propio grupo produjo, está inspirado mayormente en historias medievales, como indica el título del disco. Se grabó en Pamplona en los estudios Sonido XXI, en noviembre de 1997. Se reeditó en agosto de 1999, remasterizando su sonido, presentándose ahora en formato digipak.
Medieval abre el disco poniendo al oyente en el ámbito del medievo europeo.
En Tierra Santa se narran los motivos del origen de las cruzadas a principios del nuevo milenio.
En Leyenda nos cuenta la historia de la desolación que siembra un dragón sobre un feudo.
Desterrado nos habla de la invasión y dominio inglés sobre las tierras irlandesas que duró 8 siglos.
Hijos del odio es una canción en contra del maltrato infantil.
Vikingos como bien dice su título nos habla de forma superficial de las tradiciones vikingas.
Reino de sueños es una canción optimista en la que te empuja a perseguir tus sueños por muy duro que sea el camino.
Nunca más nos habla sobre el terror que sembró en toda Europa Hitler.

## Lista de canciones
1. «Medieval» - 5:12
2. «Tierra Santa» - 3:45
3. «Leyenda» - 6:47
4. «Desterrado» - 7:40
5. «Hijos del odio» - 3:57
6. «Vikingos» - 5:58
7. «Reino de sueños» - 6:23
8. «Nunca más» - 5:26

## Formación
- Ángel San Juan: voz y guitarra
- Arturo Morras: guitarra y coros
- Roberto Gonzalo: bajo y coros
- Iñaki Fernandez: batería
- Tomy: teclados